# 横浜ワールドポーターズ
横浜ワールドポーターズ（よこはまワールドポーターズ、英語: YOKOHAMA WORLD PORTERS）は、神奈川県横浜市中区新港にある、イオンモール株式会社が管理・運営する複合商業施設である。ワーポ、ワールドポーターズ、YWPなどと略称される。
本項目では同施設内のシネマコンプレックス『イオンシネマみなとみらい』、並びに2025年（令和7年）2月28日まで、イオンリテール→OPA→イオンモールの連結子会社として本施設を運営していた株式会社横浜インポートマート（よこはまインポートマート、英: YOKOHAMA IMPORTMART INC.）についても記述する。

## 概要
貿易摩擦解消を目的とした輸入の促進及び対内投資事業の円滑化に関する臨時措置法（FAZ法、2006年5月廃止）により、横浜市港湾周辺地域が輸入促進地域に指定された。その後、1995年（平成7年）3月に輸入促進を図る商業流通施設として横浜市・神奈川県・中小企業基盤整備機構・マイカルらが出資する第三セクターの株式会社横浜インポートマートを設立。同社が1999年（平成11年）9月10日に横浜ワールドポーターズを開業した。施設のコンセプトは、「いろんな世界がここにある」。
みなとみらい地区内の12街区と14街区、よこはまコスモワールドと横浜赤レンガ倉庫の中間に位置（運河パーク・汽車道にも面する）し、ワールドポーターズと横浜赤レンガ倉庫側にある立体駐車場の2棟で構成する。横浜ワールドポーターズがある新港地区はみなとみらい中心部から若干離れたところに位置しているため、1階にあるハワイの食品・雑貨店を集積した「ハワイアンタウン」をはじめ、個性的な店舗を取り入れることで集客を図っており、2013年（平成25年）度の来店客は約1011万人であった。
開業当初は、マイカルの店舗ブランドであった「ビブレ」運営のテナントと、株式会社横浜インポートマート運営のテナントが建物内に混在しており、1階にはビブレ直営の食品売場も存在していた。そのため、一部のテナントでは施設名を「ワールドポーターズビブレ」と名乗っていたが、施設内の数店舗を除いてテナントが大幅に入れ替わった。
近年は飲食、アパレル、雑貨や日用品、アミューズメントなど一般的なショッピングセンターとほぼ同様のテナント業種構成となっており、5階にはシネマコンプレックス「イオンシネマみなとみらい」を併設している。6階にはオフィス区画もあり、2022年（令和4年）7月末までテネシー州経済開発庁日本事務所が入居していたほか、2022年（令和4年）10月末まで開業当初の設立目的であった貿易摩擦解消・輸入促進に沿う「横浜ワールドビジネスサポートセンター (WBC)」も入居していた。
2021年（令和3年）、よこはまコスモワールドの運営会社である泉陽興業により、桜木町駅前から当施設前（運河パーク）まで汽車道沿いに都市型ロープウェイ（索道）「YOKOHAMA AIR CABIN」が整備され、2021年4月22日に開業した。
2024年（令和6年）には外観（塗装や装飾など）や内装、テナントも含めた大規模リニューアルが実施され、4月26日に先行して第1期リニューアルオープン、さらに7月11日（一部テナントを除く）には第2期のリニューアルを実施。テナントは新規出店や移転・改装などのリニューアルが行われ、ワールドフードホール（約500席）やVRアトラクション「DIVR IMMERSIVE ARENA」（日本初上陸）、屋内アクティビティ施設「VS PARK」（神奈川県初出店）なども新設。オフィス区画を含んだ約160店舗中、全体の4割以上に相当する74店舗（神奈川県初出店の20店舗など新規出店46店舗を含む）を刷新した。
2019年（令和元年）8月に横浜市は株式会社横浜インポートマートの発行済み株式のうち、約4割にあたる市保有分をイオンモール株式会社へ売却。同日から2025年（令和7年）2月28日までの運営体制は施設所有者である株式会社横浜インポートマートがアセット・マネジメント（AM)、プロパティ・マネジメント（PM）はイオンモール株式会社が請け負っており、民間主体の経営で施設の更なる魅力向上を図った。
その後同年3月1日に、イオンモールは同社を存続会社とし、横浜インポートマートを吸収合併する形で解散、同日以降はイオンモールの直営店舗として当施設の管理・運営及び開発を行っている。

## フロア構成
1階 エンタメグルメワールド&ハワイアンタウン
レストラン・カフェとハワイアン関連ストアのフロア。
2024年7月、ワールドフードホール（約500席）などを新設しリニューアル。
2階 エンタメキャラクターワールド&ライフスタイルグッズ
雑貨・ホビー、ファッショングッズ、レストラン・カフェなどのフロア。
2022年7月、バンダイナムコグループの総合エンターテイメント施設「バンダイナムコ Cross Store 横浜」がオープン。
2024年4月、VRアトラクション「DIVR IMMERSIVE ARENA」を新設するなどリニューアル。
3階 エンタメガジェットワールド&カジュアルストリート
ファッション、雑貨・ホビーのフロア。
2024年4月、キラキラドンキや古着屋などが出店しリニューアル。
4階 エンタメアクティブワールド&インテリア
家具・インテリア雑貨のフロア。
2024年7月、屋内アクティビティ施設「VS PARK」を新設予定。
5階 スカイダイニングワールド&シネマコンプレックス
レストラン・カフェとアミューズメントのフロア。
イオンシネマみなとみらい、namco横浜ワールドポーターズ店など。
6階 エンタメライブワールド&アウトドア・サービス
ビジネスルーム、イベントホール、各種サービスのフロア。
屋上 ルーフトップワールド
屋上庭園、カフェ・BBQビアガーデンのフロア。

## イオンシネマみなとみらい
イオンシネマみなとみらい（英語: AEON CINEMA MINATOMIRAI）は、横浜ワールドポーターズ5階に所在するイオンエンターテイメント運営のシネマコンプレックス。9大都市ロードショー地域に初の出店となる劇場として、株式会社ワーナー・マイカルが「ワーナー・マイカル・シネマズみなとみらい」の名で1999年に開業した。8スクリーン合計で1469人を収容できる。同社とイオンシネマズによる合併に伴い、2013年7月1日に「イオンシネマみなとみらい」に改称した。
2015年冬より、当館の1番スクリーンを改修し4DXが導入されたほか、2024年夏にはロビーや売店などのリニューアルが行われた。
| No. | 座席数 | 座席数 | 座席数 | Size | Size | スピーカー | 備考           |
| No. | 通常   | PS     | 車椅子 | 縦   | 横   | スピーカー | 備考           |
| --- | ------ | ------ | ------ | ---- | ---- | --- | -------------- |
| 1   | 96     | 0      | 0      | 4.80 | 11.3 | - ステージスピーカー（JBL C222HP） - サラウンドスピーカー（JBL 9310） - サブウーファー（JBL 4642A） - パワーアンプ - QSC DPA4.3 - CROWN CDi 4/1200 - プロセッサー（QSC DCP300）                                                 | - 4DX - 3D対応 |
| 2   | 142    | 16     | 2      | 5.50 | 9.8  | - ステージスピーカー（JBL C222HP） - サラウンドスピーカー（JBL 9310） - サブウーファー（JBL 4642A） - パワーアンプ - QSC DPA4.3 - CROWN CDi 4/1200 - プロセッサー（QSC DCP300）                                                 |                |
| 3   | 224    | 20     | 3      | 5.25 | 12.0 | - ステージスピーカー（JBL C222HP） - サラウンドスピーカー（JBL 9310） - サブウーファー（JBL 4642A） - パワーアンプ - QSC DPA4.3 - CROWN CDi 4/1200 - プロセッサー（QSC DCP300）                                                 | 3D対応         |
| 4   | 192    | 20     | 3      | 5.80 | 13.6 | - ステージスピーカー（JBL C222HP） - サラウンドスピーカー（JBL 9310） - サブウーファー（JBL 4642A） - パワーアンプ - QSC DPA4.3 - プロセッサー（QSC DCP300）                                                                    | 3D対応         |
| 5   | 99     | 10     | 2      | 4.20 | 7.4  | - ステージスピーカー（JBL C222HP） - サラウンドスピーカー（JBL 9310） - サブウーファー（JBL 4642A） - パワーアンプ - QSC DPA4.3 - CROWN CDi 4/1200 - プロセッサー（QSC DCP300）                                                 |                |
| 6   | 99     | 10     | 2      | 4.20 | 7.4  | - ステージスピーカー（JBL C222HP） - サラウンドスピーカー（JBL 9310） - サブウーファー（JBL 4642A） - パワーアンプ - QSC DPA4.3 - プロセッサー（QSC DCP300）                                                                    |                |
| 7   | 135    | 12     | 2      | 5.50 | 9.8  | - ステージスピーカー（JBL C222HP） - サラウンドスピーカー（JBL 9310） - サブウーファー（JBL 4642A） - パワーアンプ - QSC DPA4.3 - プロセッサー（QSC DCP300）                                                                    |                |
| 8   | 364    | 30     | 4      | 6.60 | 15.4 | - ステージスピーカー（JBL5732） - サラウンドスピーカー - JBL9310/9350 - JBL SCLUPTED SURROUND - サブウーファー（JBL ASB6118） - パワーアンプ - CROWN IT-5000HD - CROWN CDi 4/1200 - CROWN MA-9000i - プロセッサー（QSC DCP300） | 3D対応         |

- PS：プレミアシート
- 全スクリーンがデジタル7.1ch対応。
- 8番スクリーンにスカルプトサウンドシステム導入。

## 交通・アクセス
- 首都高速横羽線みなとみらい出入口から約5分
- みなとみらい駅・馬車道駅（横浜高速鉄道みなとみらい線）から徒歩約5分
- 桜木町駅（JR根岸線・横浜市営地下鉄ブルーライン）から汽車道を通り、徒歩約10分
- 関内駅（JR根岸線・横浜市営地下鉄ブルーライン）から徒歩15分
- 桜木町駅から都市型ロープウェイYOKOHAMA AIR CABINで約5分（運河パーク駅より連絡デッキ利用）

## ギャラリー
2024年のリニューアルにより外観の塗装や装飾、日没後のライティングなども変更されているため、現在ではそれ以前の状態と一部異なっている。

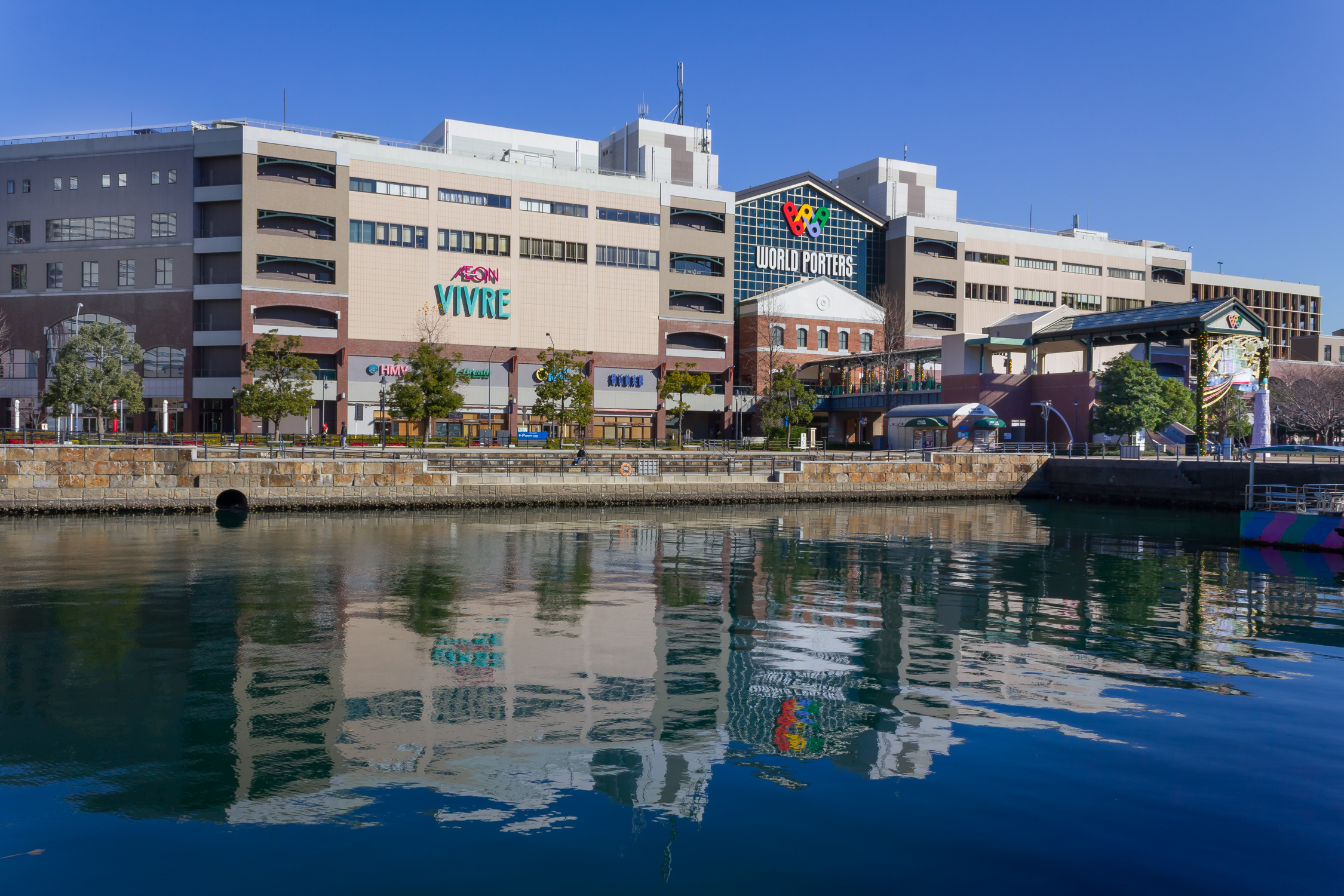
リニューアル以前の外観（2012年）
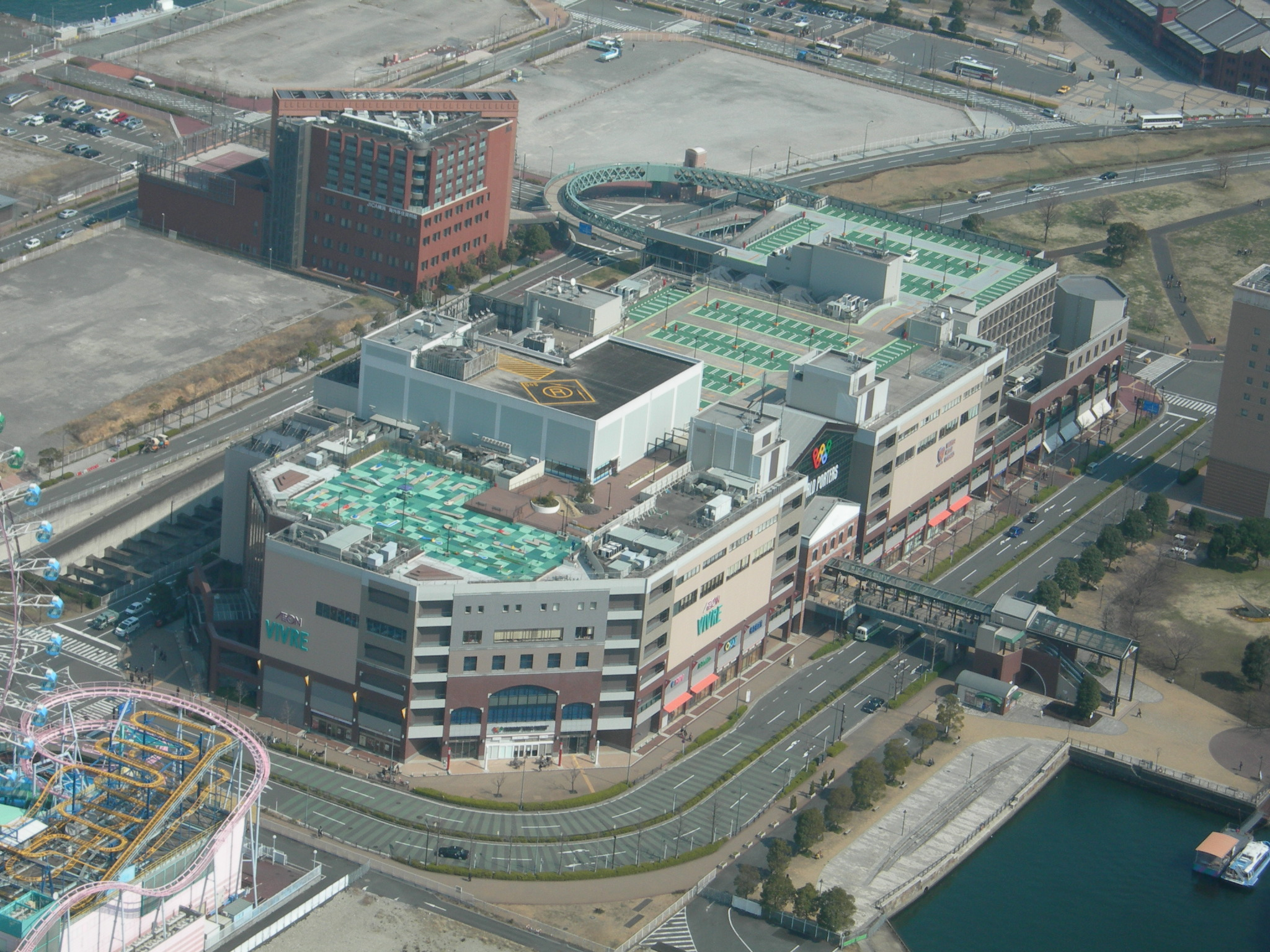
横浜ランドマークタワー展望台からの眺め（2012年）
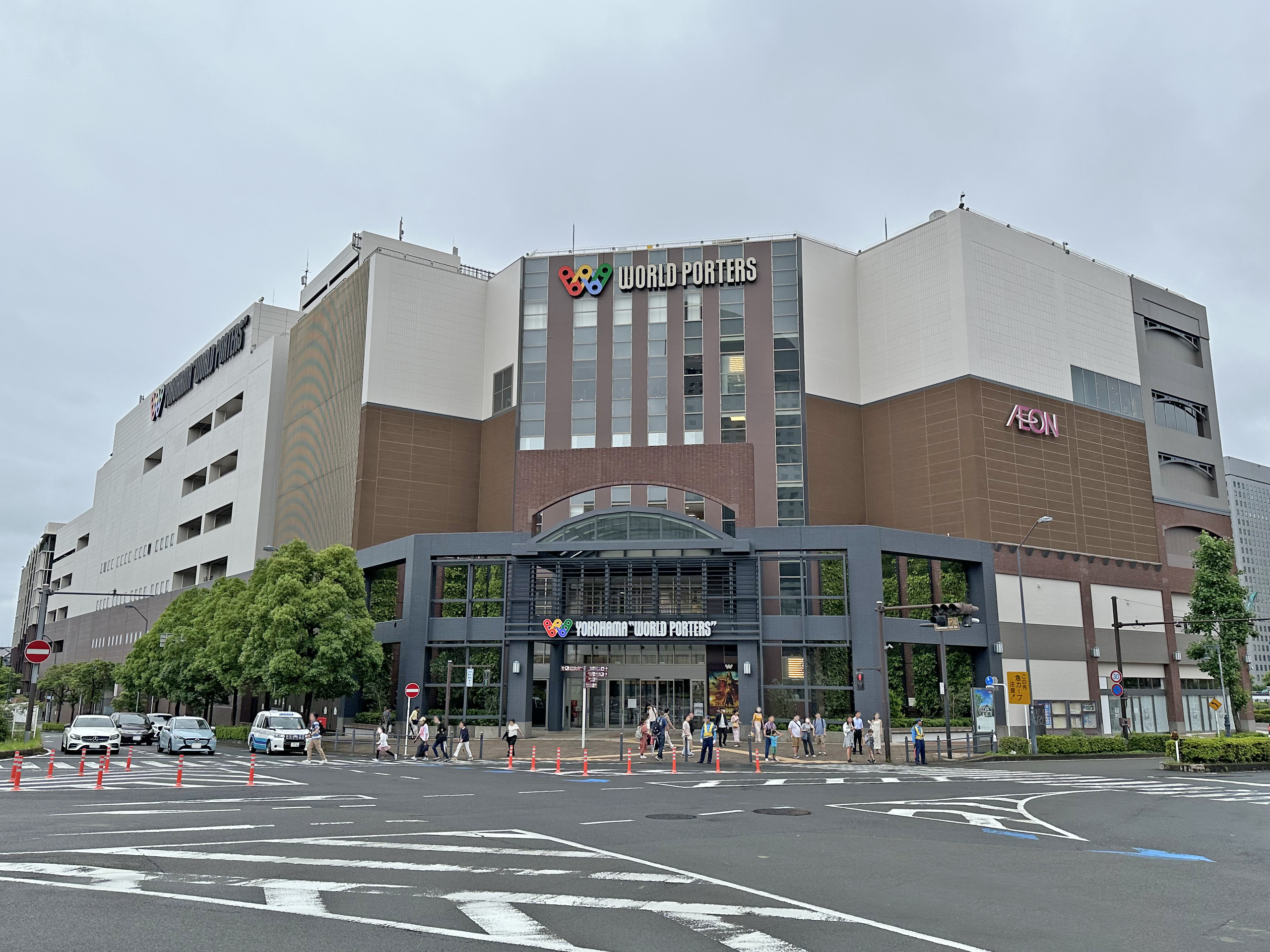
観覧車側ゲート（2024年）
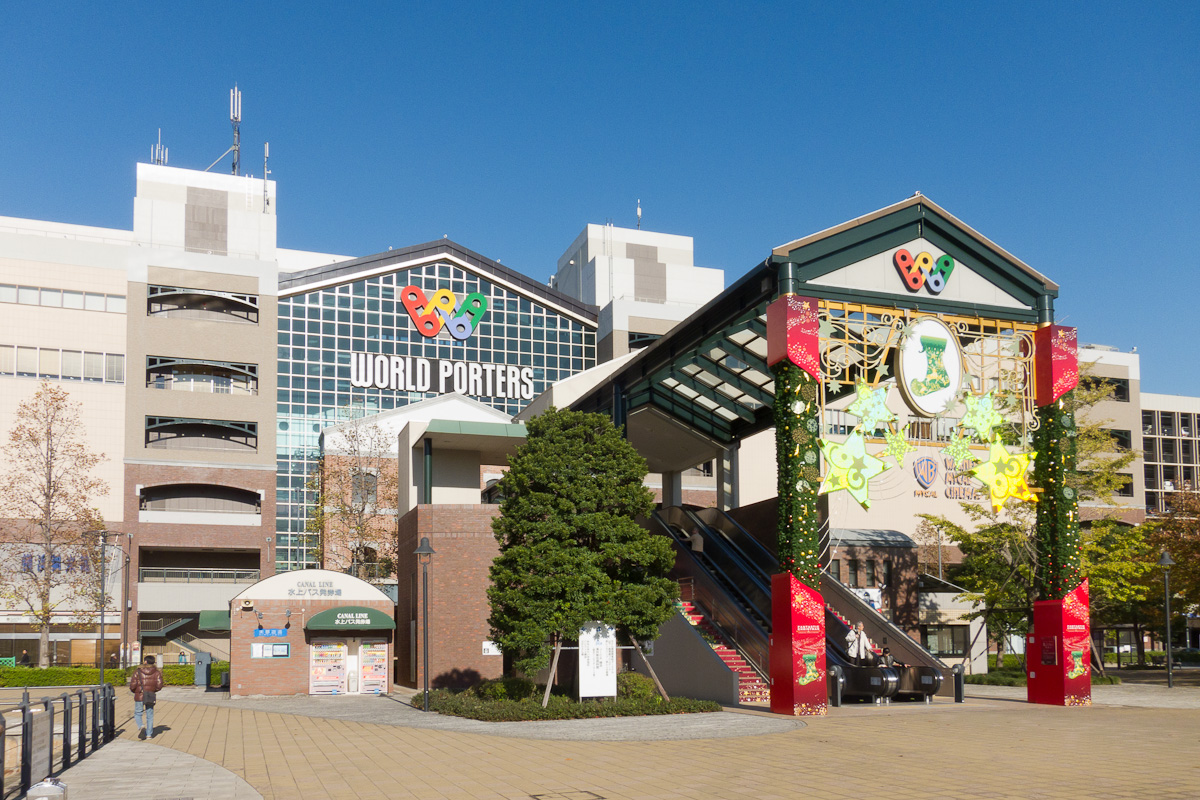
汽車道側ゲート（2011年）
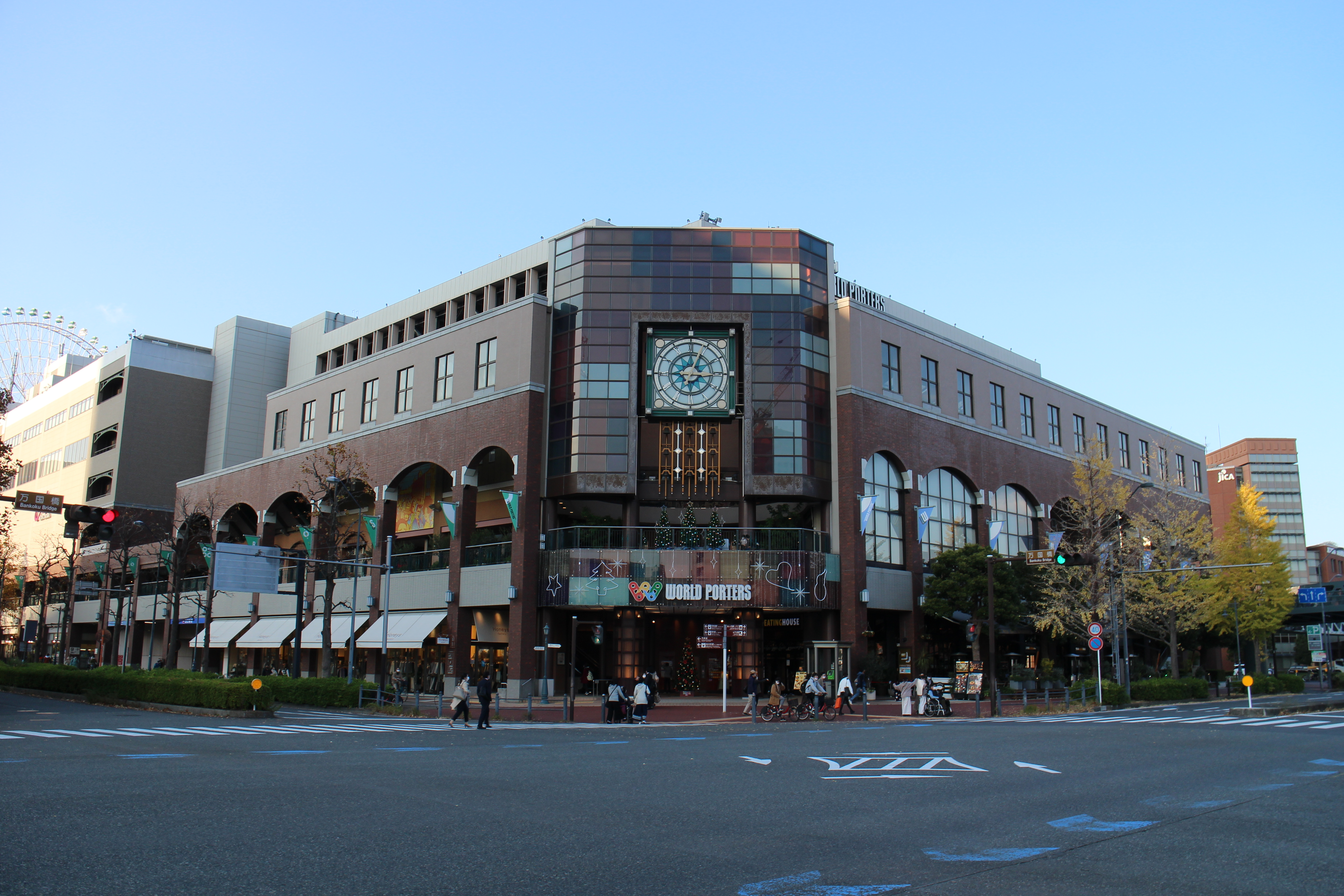
馬車道側ゲート（2021年）
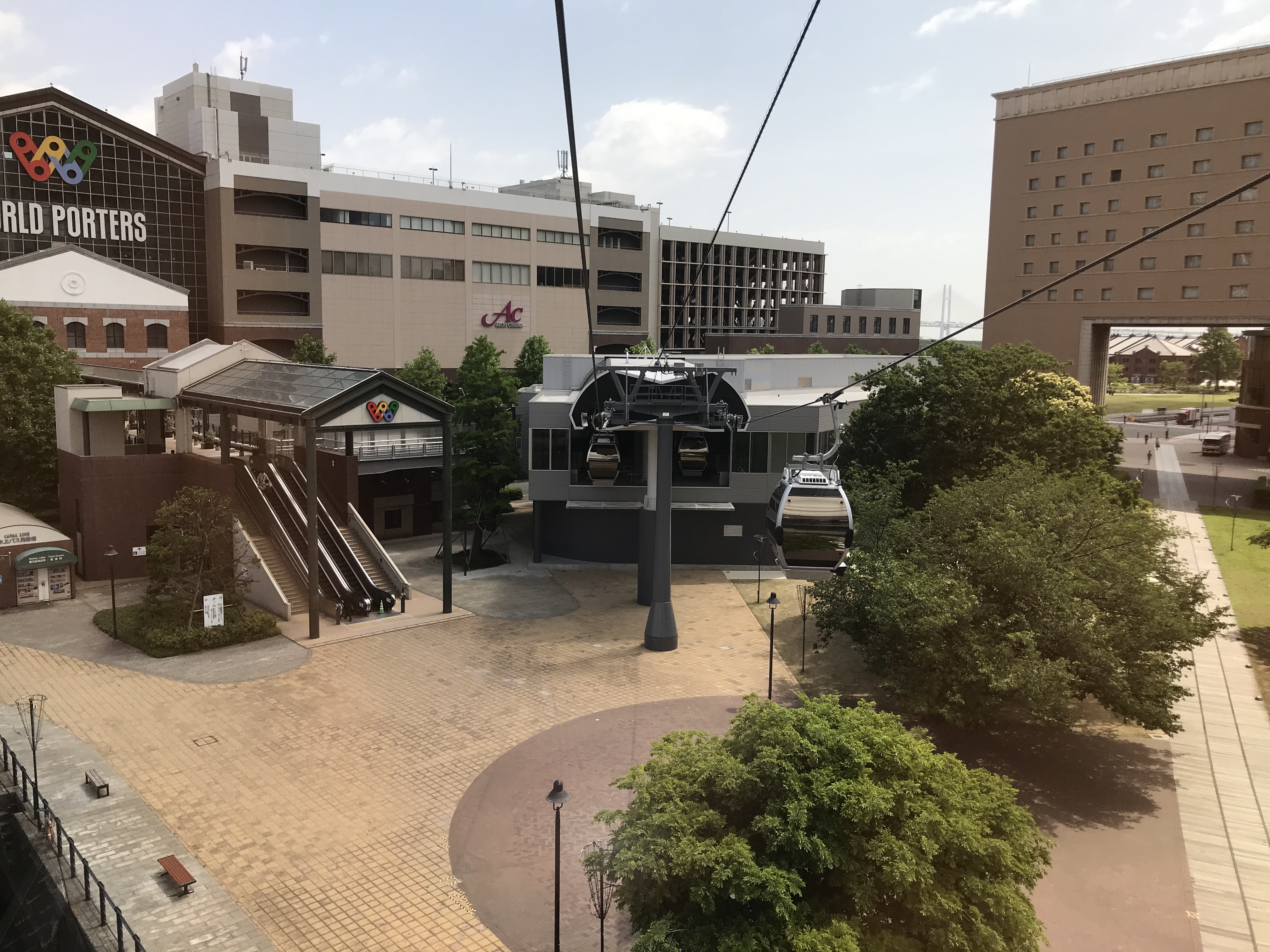
YOKOHAMA AIR CABIN運河パーク駅（2021年）
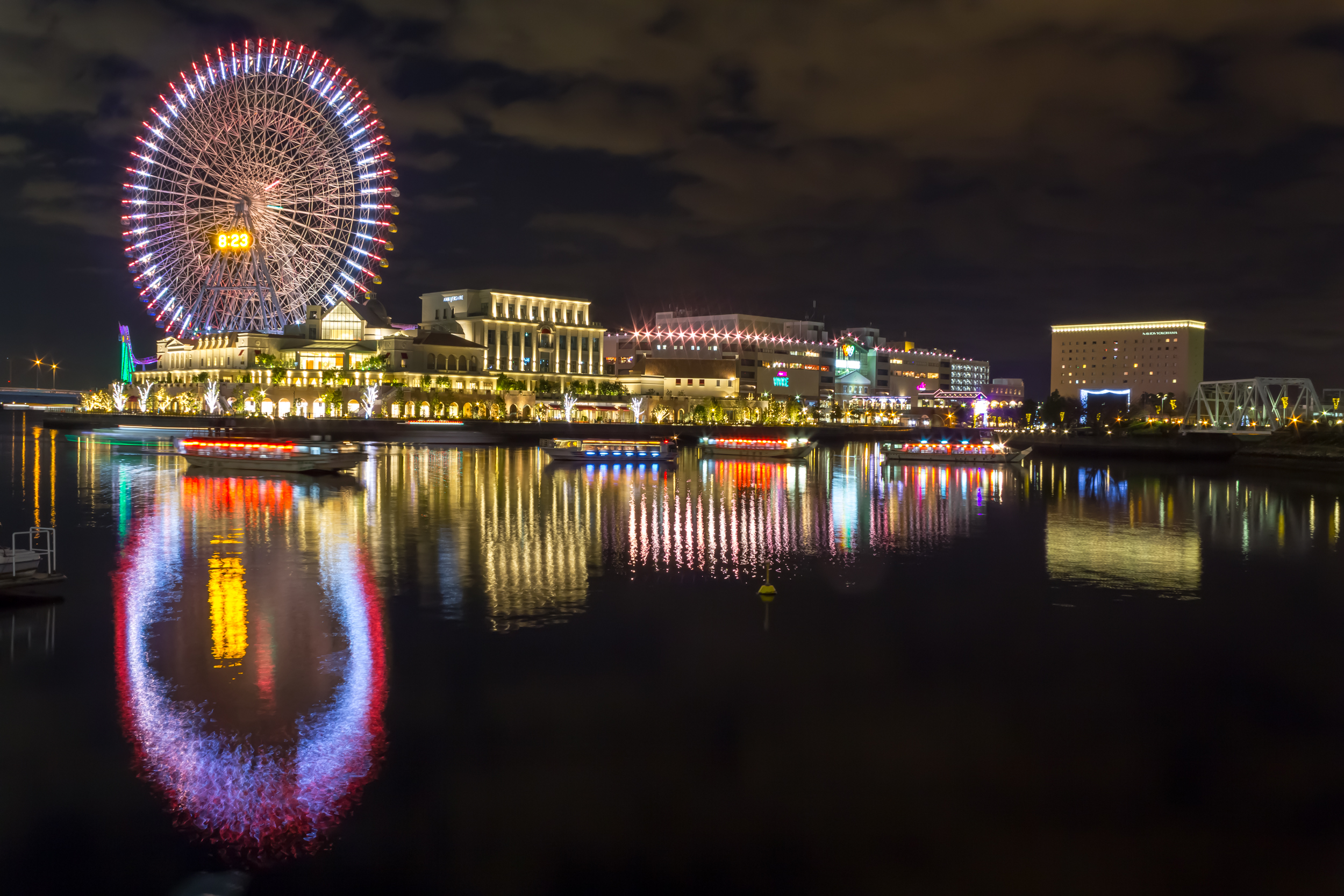
夜景（2014年）